# Maurice Meunier (football)
Ne doit pas être confondu avec Maurice Meunier (clarinettiste).
Maurice Meunier, né le 27 janvier 1890 à Paris 18e et mort le 27 février 1971 à Courbevoie, est un footballeur international français.

## Biographie
Son poste de prédilection est attaquant. Il ne compte qu'une sélection en équipe de France de football, Belgique-France à Bruxelles au stade du Vivier d'Oie en 1909. 

## Clubs successifs
- Étoile des Deux Lacs
- FC Lyon

## Carrière
Quelques mois après la débâcle des jeux olympiques en 1908 à Londres, onze nouveaux joueurs débutent en sélection, tous issus de la Fédération des patronages (FGSPF). Comme deux de ses partenaires, Maurice n'est pas reconduit dans ses fonctions pour le match suivant face à l'Angleterre et reprendra tranquillement au retour de Bruxelles sa profession de livreur et surtout le chemin des pistes d'athlétisme (haies et sauts) qui lui sont plus favorables.

## Source
- Daniel Chaumier, Les bleus, éd. Larousse.
- Raphaël Perry, Bleus Ephémères, éd. Hugo Sport